# Famille Bulteel
Cette page explique l’histoire ou répertorie les différents membres de la famille Bulteel.
La famille Bulteel (olim Bulteau) est une famille noble britannique originaire du Hainaut.

## Historique
La famille Bulteau, devenue Bulteel, est originaire du Tournaisis.
Jehan Bulteau, né vers 1510, est négociant à Tournai puis à Anvers, où il fait souche. Il avait épousé Marguerite Ablay,.
Son frère, Philippe Bulteau, magistrat de Tournai, marié avec Jehenne Cocquiel, est le grand-père du prédicateur Arnold de Lannoy (nl) (1590-1635).
Philippe Bulteau a pour fils, Jacques Bulteau (ou Bulteel), marié à Marie Willocqueau, qui sera le beau-père de Jean Fourment (grand-père d'Hélène Fourment). Jacques Bulteau est également le père de Gilles Bulteel, réfugié huguenot en Angleterre.
John Crocker Bulteel sera le gendre du premier ministre Charles Grey (2e comte Grey). Sa fille, Louisa Emily Charlotte Bulteel (1839-1892), et son époux, Edward Baring (1er baron Revelstoke), sont les arrière-arrière-grands-parents de Diana, princesse de Galles.

## Membres notables
- Peter Bulteel, marchand étranger à Londres et l'un des résidents les plus riches du quartier de Broad Street (en), diacre de l'église française de Threadneedle Street
- John Bulteel (1627-1692), auteur dramatique, poète et traducteur
- John Bulteel (1629-1669), membre du Parlement d'Angleterre et secrétaire d'Edward Hyde, Lord grand chancelier
- Samuel Bulteel (1638-1709), directeur (en) de la Banque d'Angleterre de 1697 à 1709
- James Bulteel (1676-1757), membre du Parlement d'Angleterre, puis du Parlement de Grande-Bretagne
- John II Bulteel (1763-1837), of Flete and Lyneham, High Sheriff of Devon (en)
- John Crocker Bulteel (1793-1843), chasseur, membre du Parlement du Royaume-Uni, High Sheriff of Devon (en)
- Thomas Hillersden Bulteel II (1798-1878), banquier, associé de la Naval Bank (en)
- Henry Bulteel (en) (1800-1866), ecclésiastique anglican

## Galerie

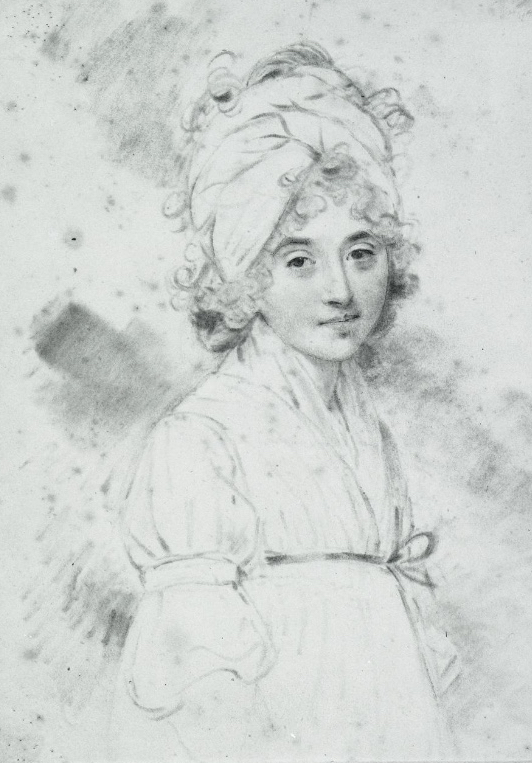
Elizabeth Perring, épouse de John II Bulteel
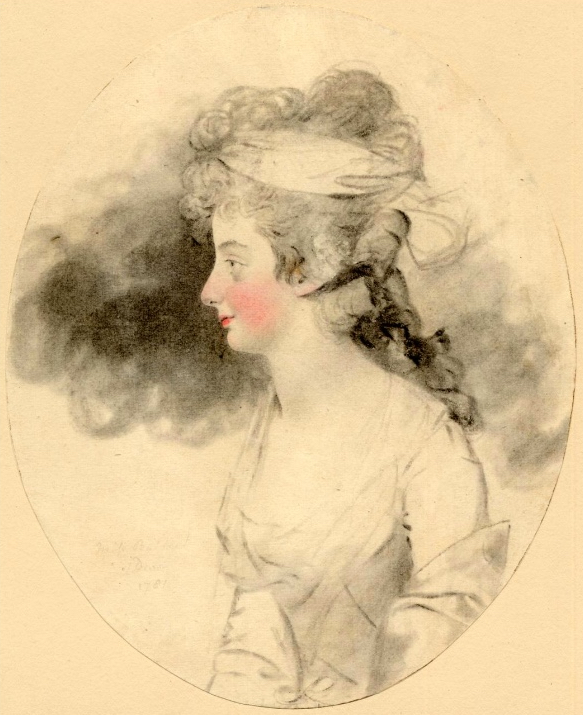
Catherine Bulteel
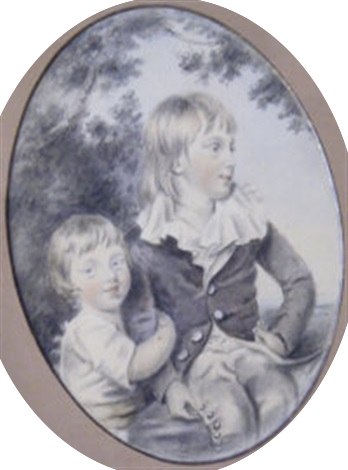
Frères Bulteel
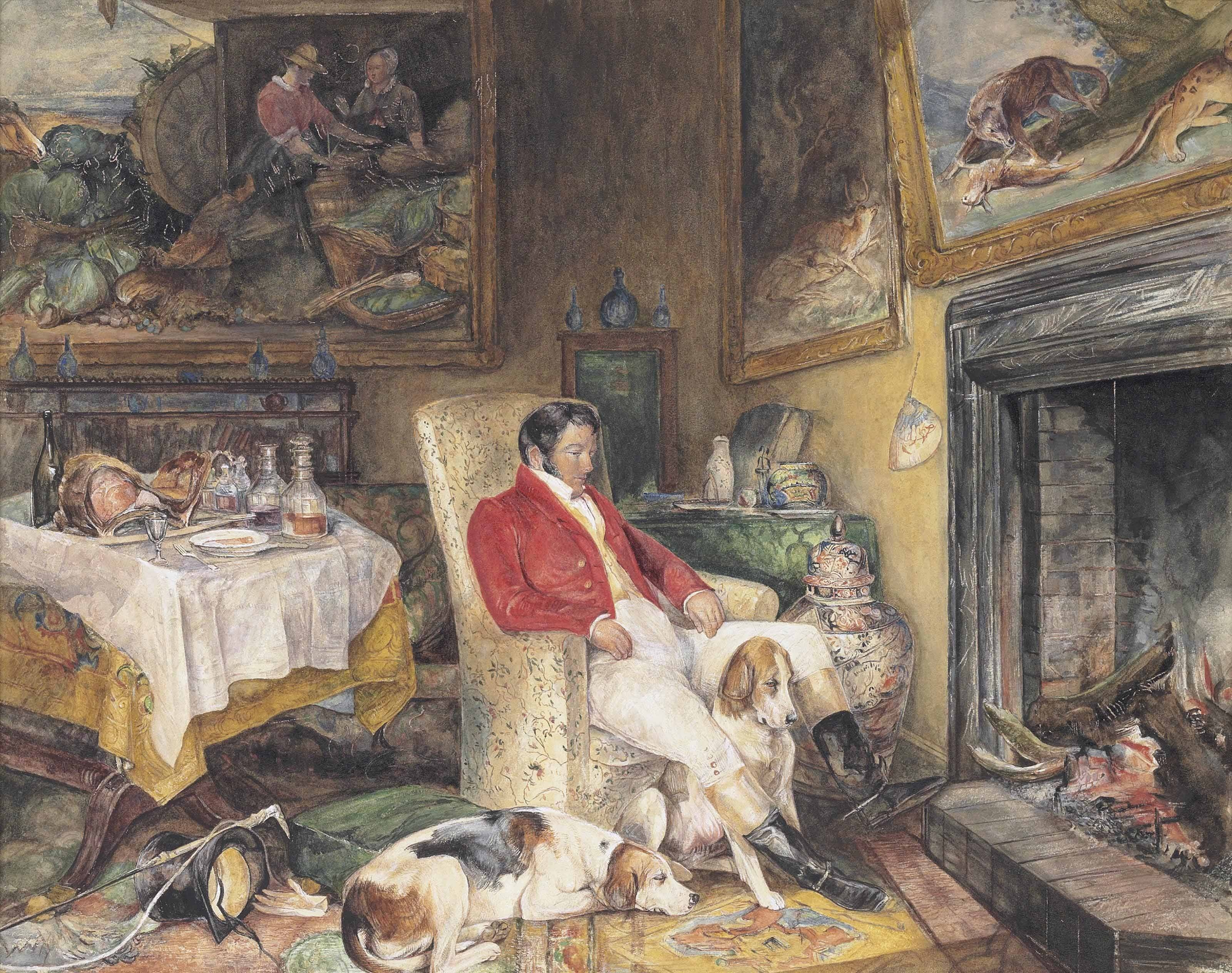
John Crocker Bulteel, représenté dans sa tenue de chasse avec deux de ses foxhounds préférés, aquarelle de John Frederick Lewis
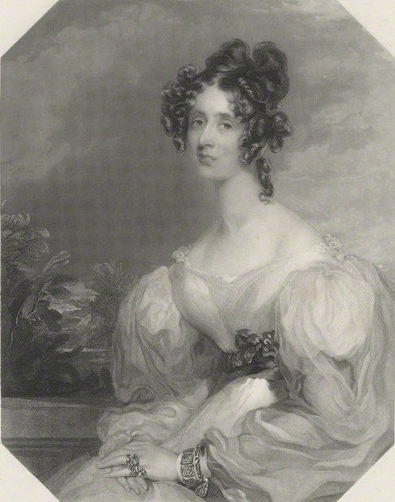
Lady Elizabeth Grey, épouse de John Crocker Bulteel
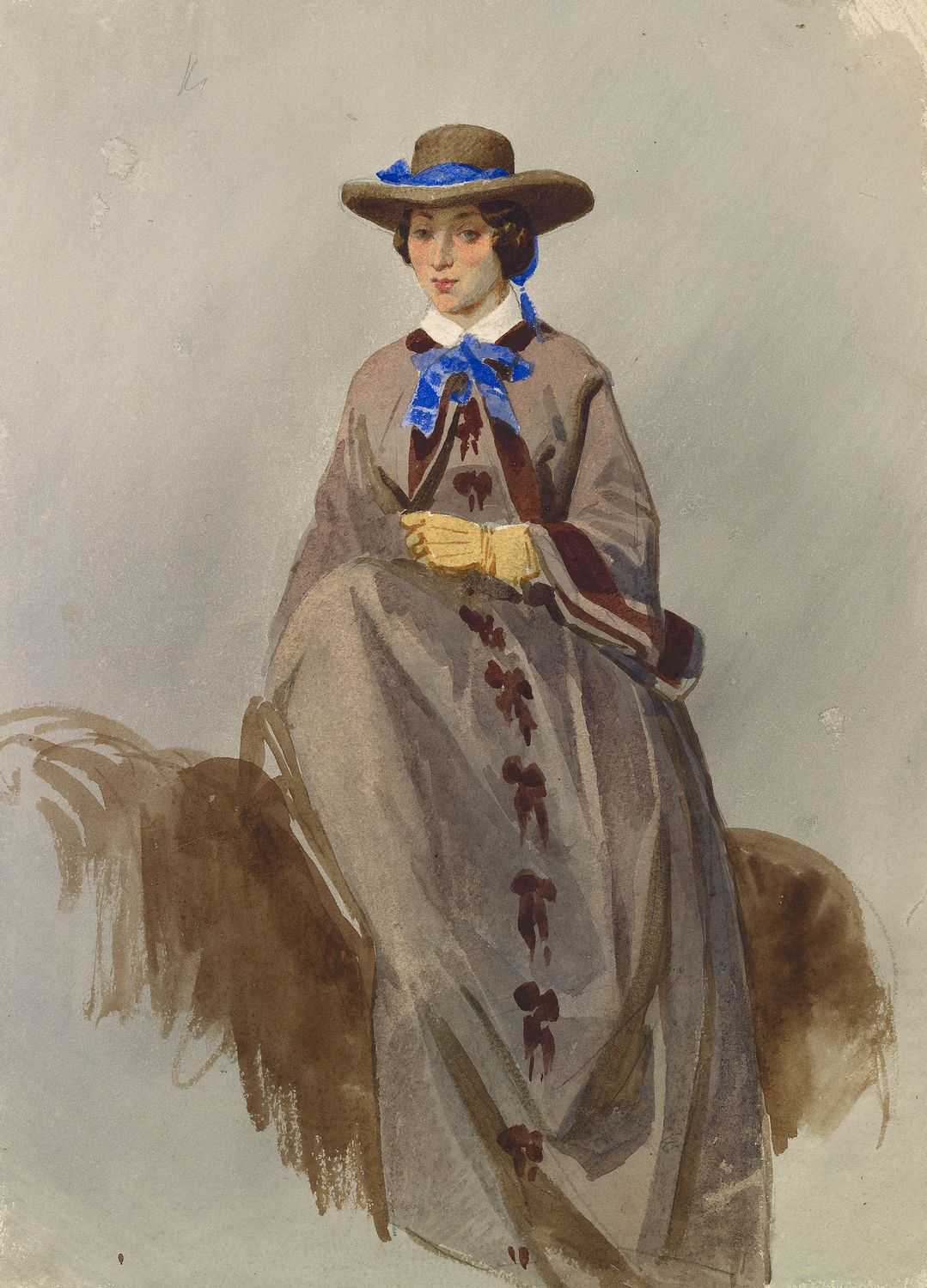
Mary Elizabeth Bulteel, Lady Ponsonby